# Friedrich-Philipp Reinhold
Pour les articles homonymes, voir Reinhold.
Friedrich-Philipp Reinhold (Carl Friedrich Philipp Reinhold), né à Gera le 8 janvier 1779 et mort à Vienne (Autriche) le 22 avril 1840, est un peintre de genre et un lithographe allemand-autrichien.

## Biographie
Il appartient à une grande famille de peintres : son père Franz Friedrich Leberecht Reinhold (1744-1807) est peintre ; son frères Gustav Reinhold (1798-1849) peintre et son frère Johann Heinrich Carl Reinhold (1788-1825) est graveur de cuivre ; trois de ses enfants sont également peintres : Franz Xaver Reinhold (1816-1893), Friedrich Reinhold (1814-1881) et Karl Reinhold (1820-1887).
À partir de 1797, Friedrich Philipp Reinhold étudie la peinture à l'École supérieure des beaux-arts de Dresde. Il rencontre Caspar David Friedrich. Après ses études, Reinhold va à Prague, où il a peint le rideau du théâtre en 1804. Puis, de 1805 à 1811, il est à Vienne. Il peint alors essentiellement des portraits. À partir de 1816, il se consacre à la peinture de paysages.

## Galerie

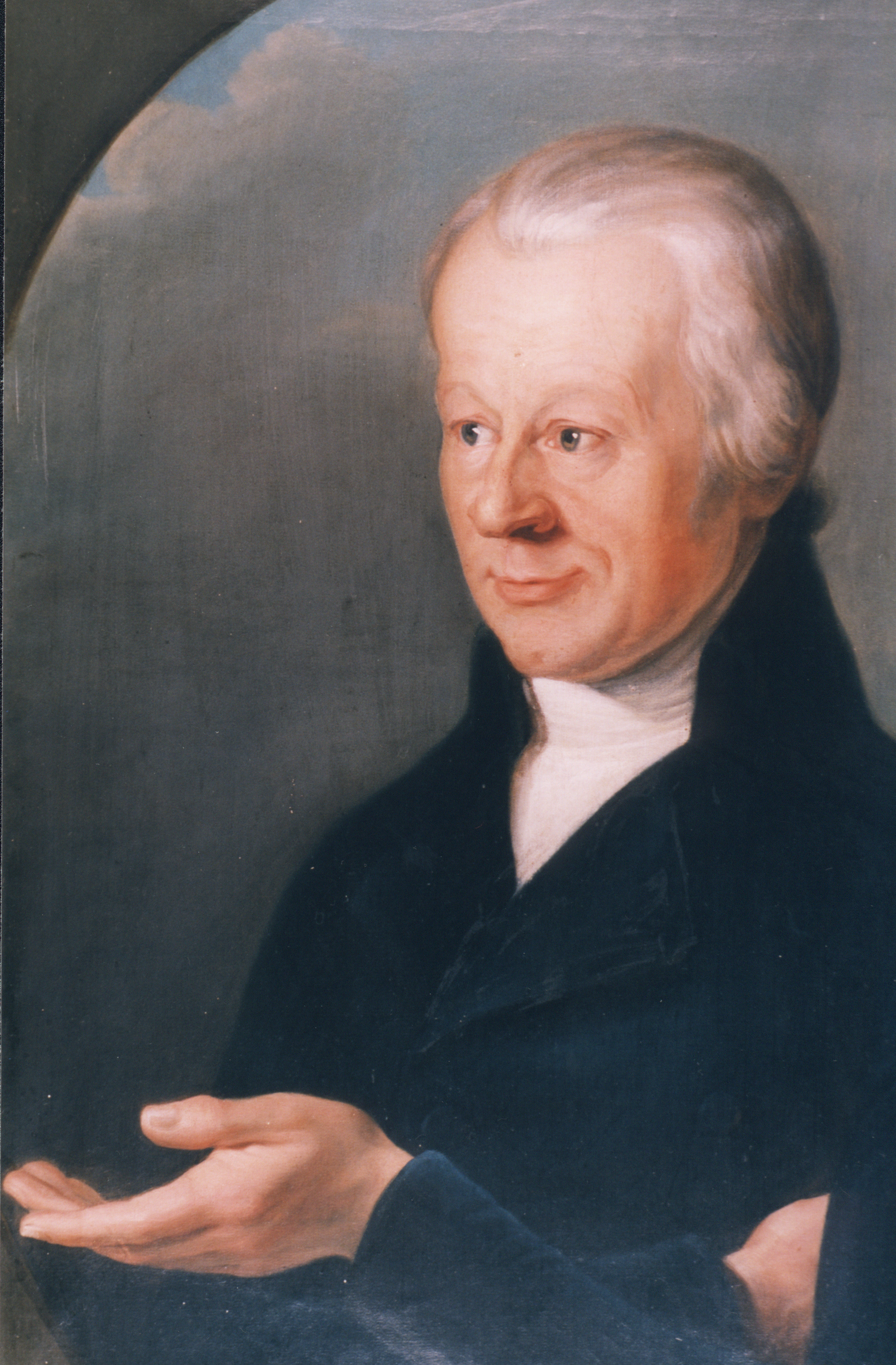
Karl Gottlob Anton
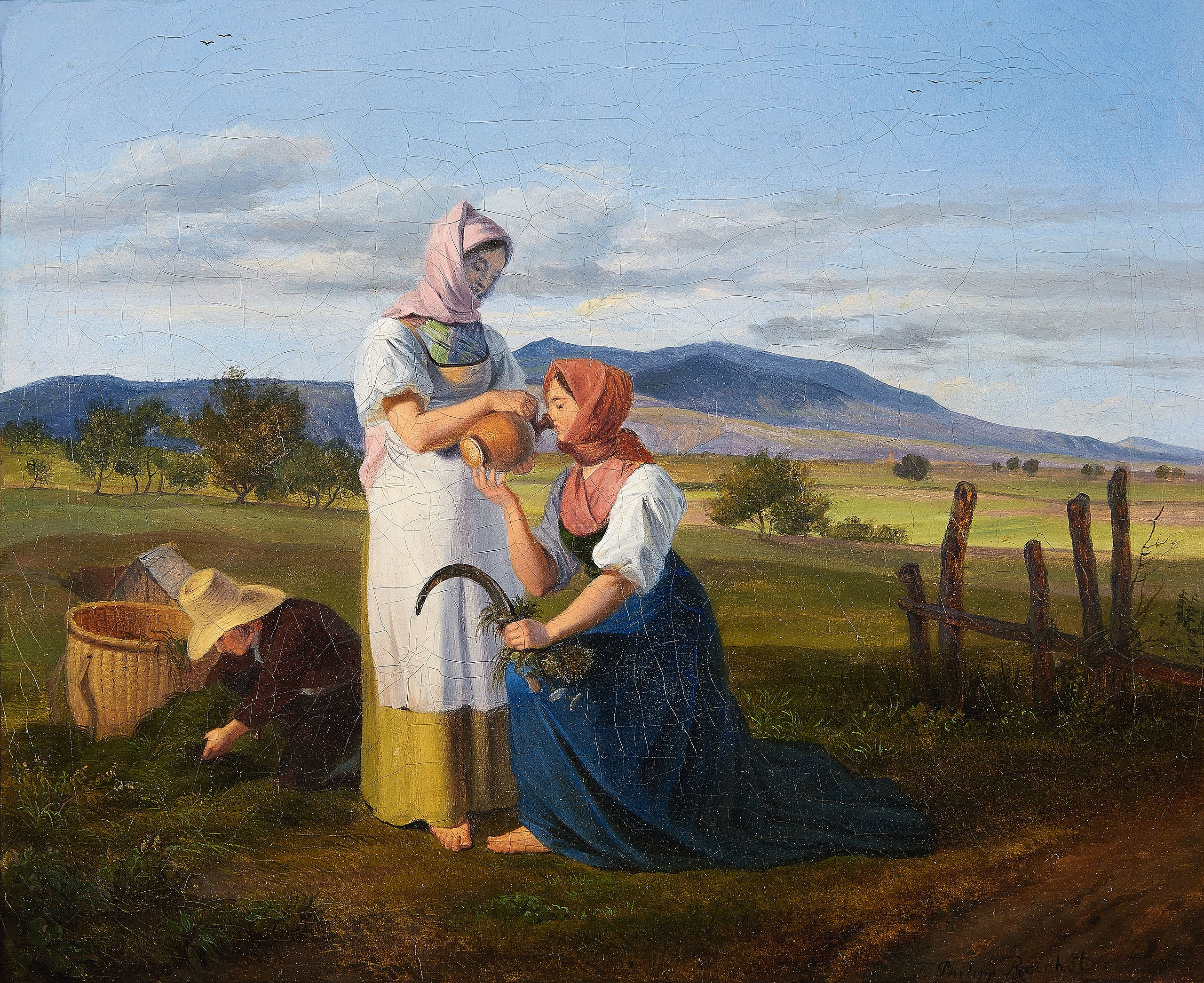
Pause, dans un champ
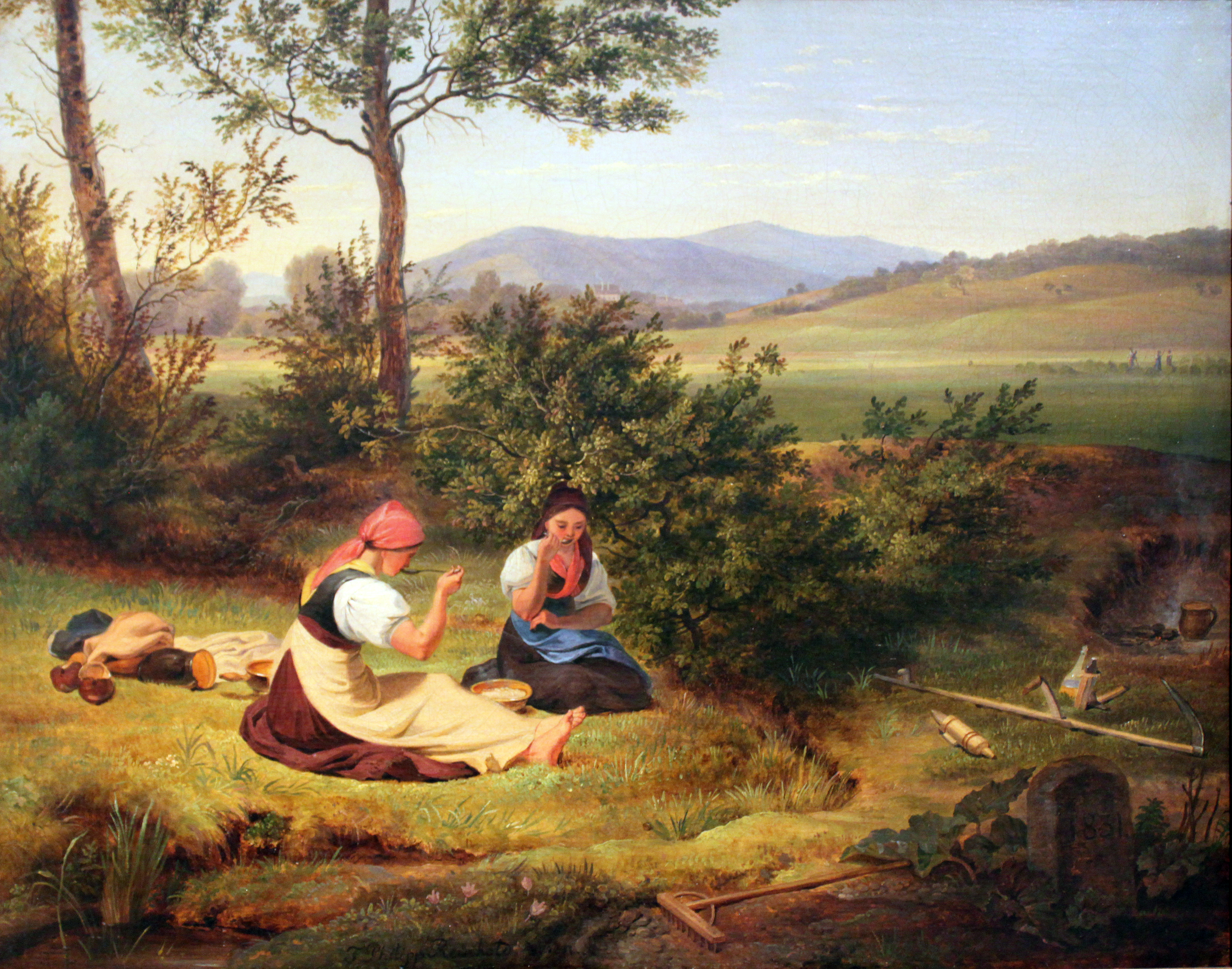
Pause déjeuner
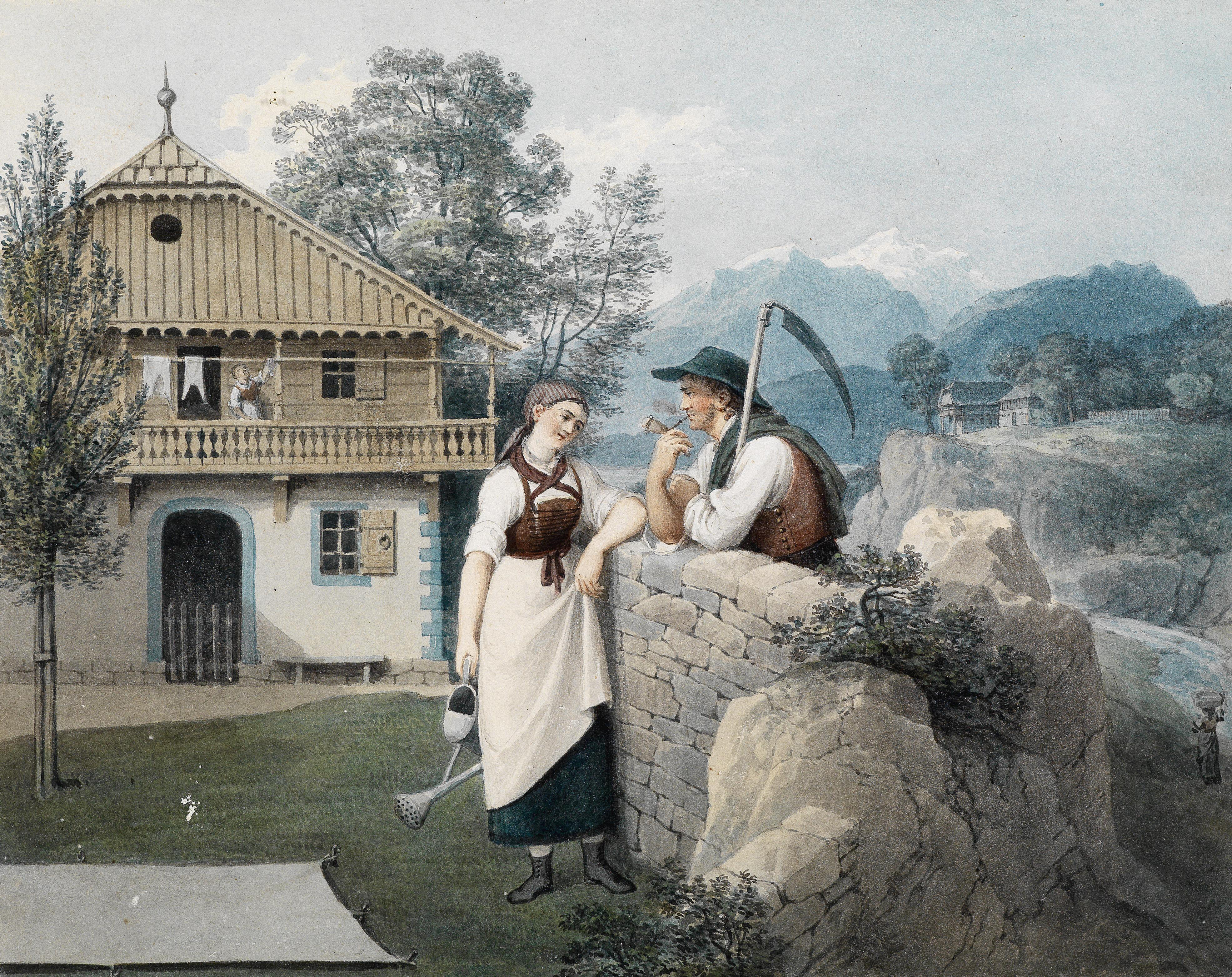
Filles avec arrosoir et paysan avec la faux devant une maison.